# 本号镇
本号镇，是中华人民共和国海南省陵水黎族自治县下辖的一个乡镇级行政单位。

## 行政区划
本号镇下辖以下地区：
中央村、军昌村、本号村、白毛村、格择村、芭蕉村、乐利村、黎跃村、黎盆村、长甬村、田心村、军普村、新兴村、祖关村、祖合村、白石村、大坡村、亚欠村、亚上村、什巴村、小妹村和什坡村。